# イスパノ HA 200
イスパノ HA 200
イスパノ HA 200
- 用途：練習機、攻撃機
- 設計者：ウィリー・メッサーシュミット
- 製造者：イスパノ航空機（Hispano Aviación）
- 運用者：スペイン空軍、エジプト空軍
- 初飛行：1955年8月12日
- 生産数：110機（スペイン）、90機（エジプト）
- 運用開始：1962年

イスパノ HA 200 サエタ（Saeta）は、1950年代にスペインのイスパノ航空機（Hispano Aviación）で開発された2座席高等ジェット練習機である。

## 設計と開発
HA 200 サエタ（投げ矢）は、スペイン初のターボジェット航空機だった。本機はウィリー・メッサーシュミットが参画して、前のピストンエンジン装備のイスパノ HA 100から開発された。試作機は1955年8月12日に、最初の量産機は1962年に初飛行した。HA 200はスペイン空軍にE14という名称で配備された。地上攻撃任務の単座型（HA 220）が開発されC10という名称でスペイン空軍に配備された。
HA 200はエジプトのヘルワン航空機でヘルワンHA 200Bアル・カヒラ（Al-Kahira）としてライセンス生産された。

## 派生型
- HA 200A：初期生産型。30機生産。

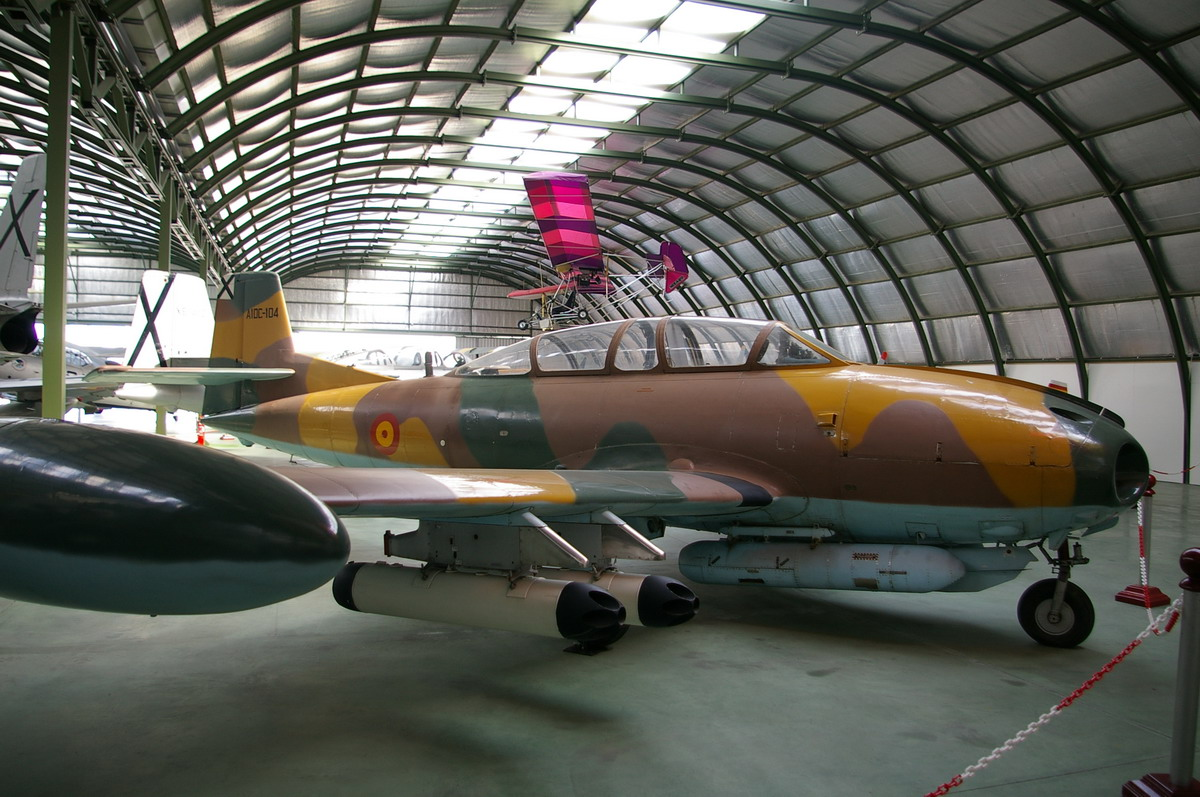
HA 200E Super Saeta

- HA 200B：チュルボメカ マルボレ（Turboméca Marboré）IIAエンジンを搭載したエジプト向けの前量産型10機。別に90機がエジプトでライセンス生産。
- HA 200D：近代化されたシステム搭載のスペイン空軍向けの改良型。55機生産。
- HA 200E Super Saeta：チュルボメカ マルボレVIエンジン、近代化されたアビオニクスと空対地ロケット弾を装備したHA 200Dの改設計型。40機が改装。
- HA 220：スペイン空軍向けのHA 200Eの地上攻撃型。25機生産。

## 運用
エジプト
- エジプト空軍

 スペイン
- スペイン空軍
  - 練習機として使用されたほか、COIN機として1975年以前の旧スペイン領サハラでポリサリオ戦線との戦闘に従事した。

## 要目
（HA 200E）
- 乗員：2名

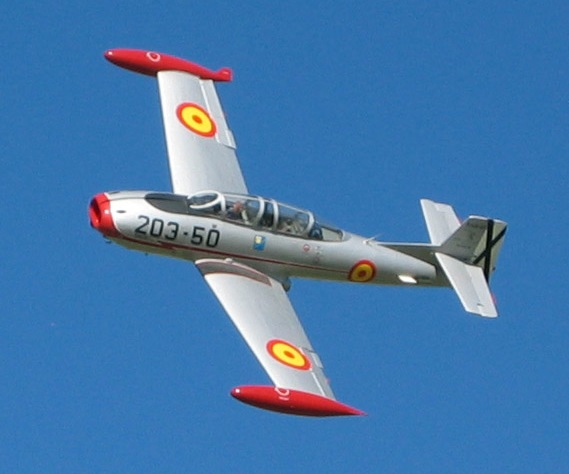
飛行中のHA 200 サエタ

- 全長：8.97 m (29 ft 5 in)
- 全幅：10.93 m (35 ft 10⅓in)
- 全高：2.85 m (9 ft 4½ in)
- 翼面積：17.40 m² (187.30 ft²)
- 空虚重量：2,020 kg (4,453 lb)
- 運用重量：3,600 kg (7,937 lb)
- エンジン：2 × チュルボメカ マルボレ（Turboméca Marboré）VI ターボジェット　 1,058 lbf (4.8 kN)
- 最大速度：690 km/h (429 mph)
- 巡航高度：13,000 m (42,650 ft)
- 作戦航続距離：1,500 km (932 miles)

- 武装：
  - 翼下にハードポイント
  - 胴体に20mm機関砲×2